# Belgeard
Belgeard és un municipi francès situat al departament de Mayenne i a la regió de País del Loira. L'any 2007 tenia 478 habitants.

## Demografia

### Població
El 2007 la població de fet de Belgeard era de 478 persones. Hi havia 171 famílies de les quals 29 eren unipersonals (21 homes vivint sols i 8 dones vivint soles), 50 parelles sense fills, 88 parelles amb fills i 4 famílies monoparentals amb fills.
La població ha evolucionat segons el següent gràfic:
Habitants censats

### Habitatges
El 2007 hi havia 199 habitatges, 173 eren l'habitatge principal de la família, 10 eren segones residències i 16 estaven desocupats. 192 eren cases i 5 eren apartaments. Dels 173 habitatges principals, 122 estaven ocupats pels seus propietaris, 47 estaven llogats i ocupats pels llogaters i 3 estaven cedits a títol gratuït; 1 tenia una cambra, 8 en tenien dues, 17 en tenien tres, 42 en tenien quatre i 105 en tenien cinc o més. 136 habitatges disposaven pel capbaix d'una plaça de pàrquing. A 54 habitatges hi havia un automòbil i a 115 n'hi havia dos o més.

### Piràmide de població
La piràmide de població per edats i sexe el 2009 era:
| Homes | Edats   | Dones |
| ----- | ------- | ----- |
| 0     | 95 o +  | 0     |
| 0     | 90 a 94 | 0     |
| 0     | 85 a 89 | 0     |
| 0     | 80 a 84 | 4     |
| 0     | 75 a 79 | 0     |
| 0     | 70 a 74 | 4     |
| 8     | 65 a 69 | 8     |
| 12    | 60 a 64 | 16    |
| 8     | 55 a 59 | 8     |
| 12    | 50 a 54 | 4     |
| 12    | 45 a 49 | 16    |
| 20    | 40 a 44 | 16    |
| 8     | 35 a 39 | 16    |
| 12    | 30 a 34 | 12    |
| 16    | 25 a 29 | 4     |
| 8     | 20 a 24 | 8     |
| 12    | 15 a 19 | 28    |
| 12    | 10 a 14 | 12    |
| 12    | 5 a 9   | 4     |
| 4     | 0 a 4   | 0     |

## Economia
El 2007 la població en edat de treballar era de 323 persones, 284 eren actives i 39 eren inactives. De les 284 persones actives 266 estaven ocupades (140 homes i 126 dones) i 17 estaven aturades (7 homes i 10 dones). De les 39 persones inactives 13 estaven jubilades, 20 estaven estudiant i 6 estaven classificades com a «altres inactius».

### Ingressos
El 2009 a Belgeard hi havia 191 unitats fiscals que integraven 538,5 persones, la mediana anual d'ingressos fiscals per persona era de 18.342 €.

### Activitats econòmiques
Dels 10 establiments que hi havia el 2007, 4 eren d'empreses de fabricació d'altres productes industrials, 2 d'empreses de construcció, 2 d'empreses de comerç i reparació d'automòbils, 1 d'una empresa d'hostatgeria i restauració i 1 d'una entitat de l'administració pública.
Dels 6 establiments de servei als particulars que hi havia el 2009, 1 era un taller de reparació d'automòbils i de material agrícola, 1 paleta, 1 fusteria, 1 electricista i 2 restaurants.
L'any 2000 a Belgeard hi havia 19 explotacions agrícoles que ocupaven un total de 540 hectàrees.

## Equipaments sanitaris i escolars
El 2009 hi havia una escola elemental.

## Poblacions més properes
El següent diagrama mostra les poblacions més properes.